# 齐拉克普尔
齐拉克普尔（Zirakpur），是印度旁遮普邦Patiala县的一个城镇。总人口25006（2001年）。

## 人口
该地2001年总人口25006人，其中男性14198人，女性10808人；0—6岁人口3823人，其中男2065人，女1758人；识字率63.40%，其中男性为68.88%，女性为56.19%。